# Vitbukig blomsterpickare
Vitbukig blomsterpickare (Dicaeum hypoleucum) är en fågel i familjen blomsterpickare inom ordningen tättingar.

## Utseende och läte
Vitbukig blomsterpickare är en mycket liten fågel med mörkare ovansida och ljusare undersida. Näbben är rätt lång, tunn och något böjd. Grundfärgen skiljer sig åt geografiskt, där nordliga fåglar är bruna under, medan sydliga är svarta eller mörkbruna ovan och vitaktiga eller ljusgrå under. Honan är mattare färgad än hanen. Arten liknar svartvit blomsterpickare, men vitbukig har längre och tunnare näbb. Lätet är ljust och insektslikt, vilket gett den dess engelska namn Buzzing Flowerpecker.

## Utbredning och systematik
Vitbukig blomsterpickare förekommer i Filippinerna och delas in i fem underarter med följande utbredning:
- D. h. cagayanensis – Sierra Madre på nordöstra Luzon
- D. h. obscurum – centrala och södra Luzon och Catanduanes
- D. h. pontifex – Bohol, Samar, Leyte, Dinagat, Panaon, Mindanao)
- D. h. mindanense – Zamboangahalvön på Mindanao
- D. h. hypoleucum – Basilan, Bongao, Jolo, Tawitawi och Siasi)

## Status och hot
Arten har ett stort utbredningsområde, men tros minska i antal, dock inte tillräckligt kraftigt för att den ska betraktas som hotad. Internationella naturvårdsunionen IUCN listar därför arten som livskraftig (LC).